# Pont Anghel Saligny
El pont Anghel Saligny (abans pont del rei Carol I) és un pont de gelosia per ferrocarril a Romania, a través del riu Danubi, que connecta les regions de Muntènia i Dobruja. El pont figura al Registre Nacional de Monuments Històrics.

## Història
El pont es va construir entre el 1890 i el 1895 sobre el Danubi, la branca Borcea del Danubi i l'illa Balta Ialomiței, i quan es va acabar, amb una longitud total (amb viaductes) de 4087,95 m, es va convertir en el pont més llarg d'Europa i el segon més llarg del món. El pont el va dissenyar l'enginyer romanès Anghel Saligny. Les dues ciutats a la vora del riu que es va construir eren Feteşti al costat esquerre i Cernavodă al costat dret.
La travessia del Danubi a Cernavodă es va fer a través d'un pont amb una obertura central de 190 metres (la més gran d'Europa continental) i altres quatre obertures de 140 metres, al costat d'un viaducte amb 15 obertures de 60 metres cadascun. Un altre pont, amb tres obertures de 140 metres i 11 obertures de 50 metres, es va dissenyar i realitzar a la branca de Borcea. Els dos ponts tenen una longitud de 2,632 metres dels quals 1,662 metres sobre el Danubi i 970 metres sobre Borcea, i són 30 metres sobre de l'aigua, permetent el pas de vaixells alts per sota d'ella. Entre els dos ponts hi havia un viaducte de 1455 metres sobre l'illa Balta Ialomiței, amb 34 obertures de 42,8 metres cadascun.
Tot el pont es va inaugurar el 26 de setembre de 1895 i, com a prova a l'obertura, un comboi de 15 locomotores xiulant es va desplaçar a 60 km/h, seguit d'un tren reservat per als "hostes", a 80 km/h.
Als anys seixanta, després que es recuperessin grans parts de l'illa Balta Ialomiței per a l'agricultura, el viaducte original que hi havia sobre ell es va substituir per un terraplè.
El complex del pont Anghel Saligny s'ha utilitzat exclusivament durant gairebé un segle, fins al 1987, quan es va inaugurar el nou complex del pont Cernavodă, construït al seu costat.

## Galeria

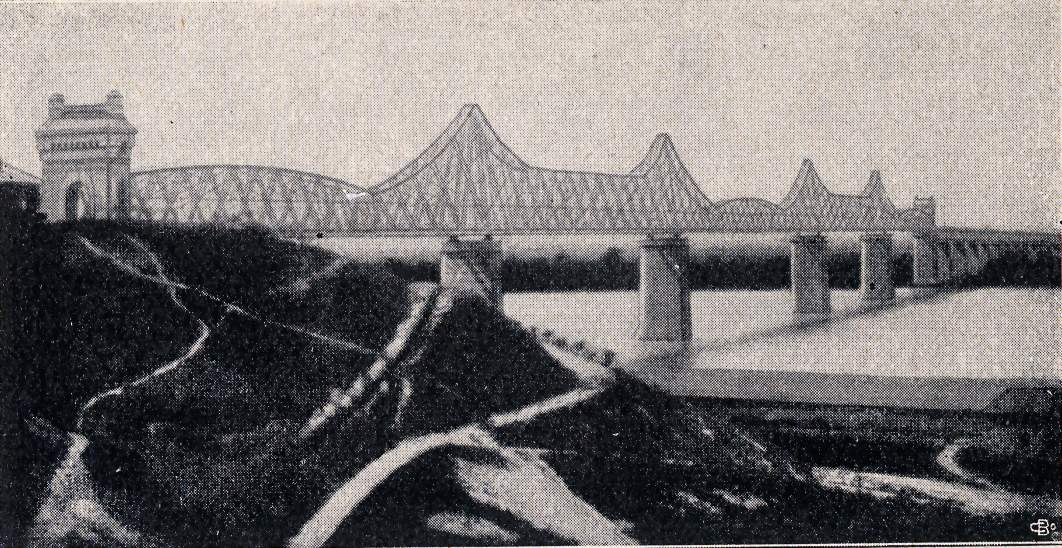
El pont durant principis del segle XX
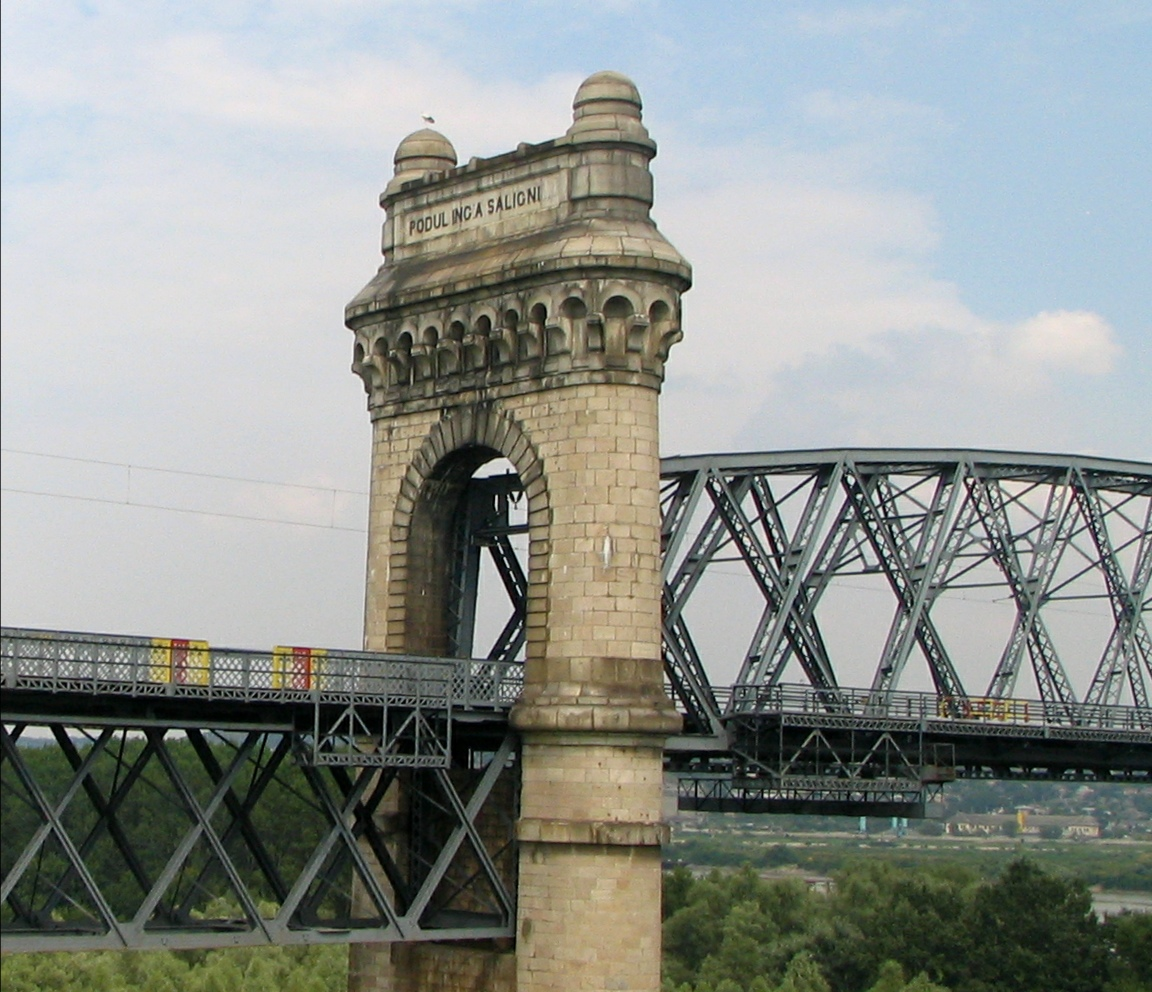
Arcada del pont
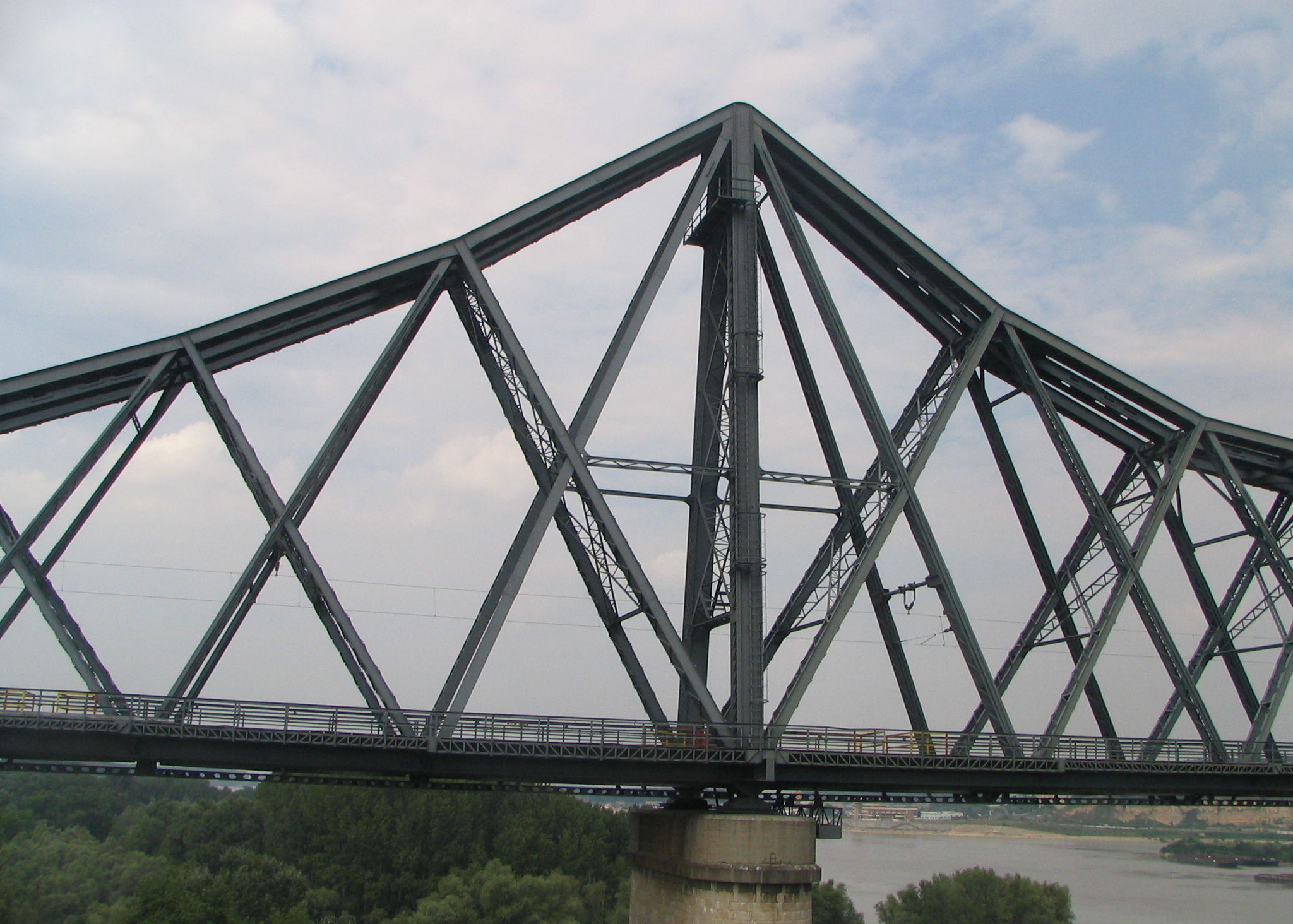
Un pilar
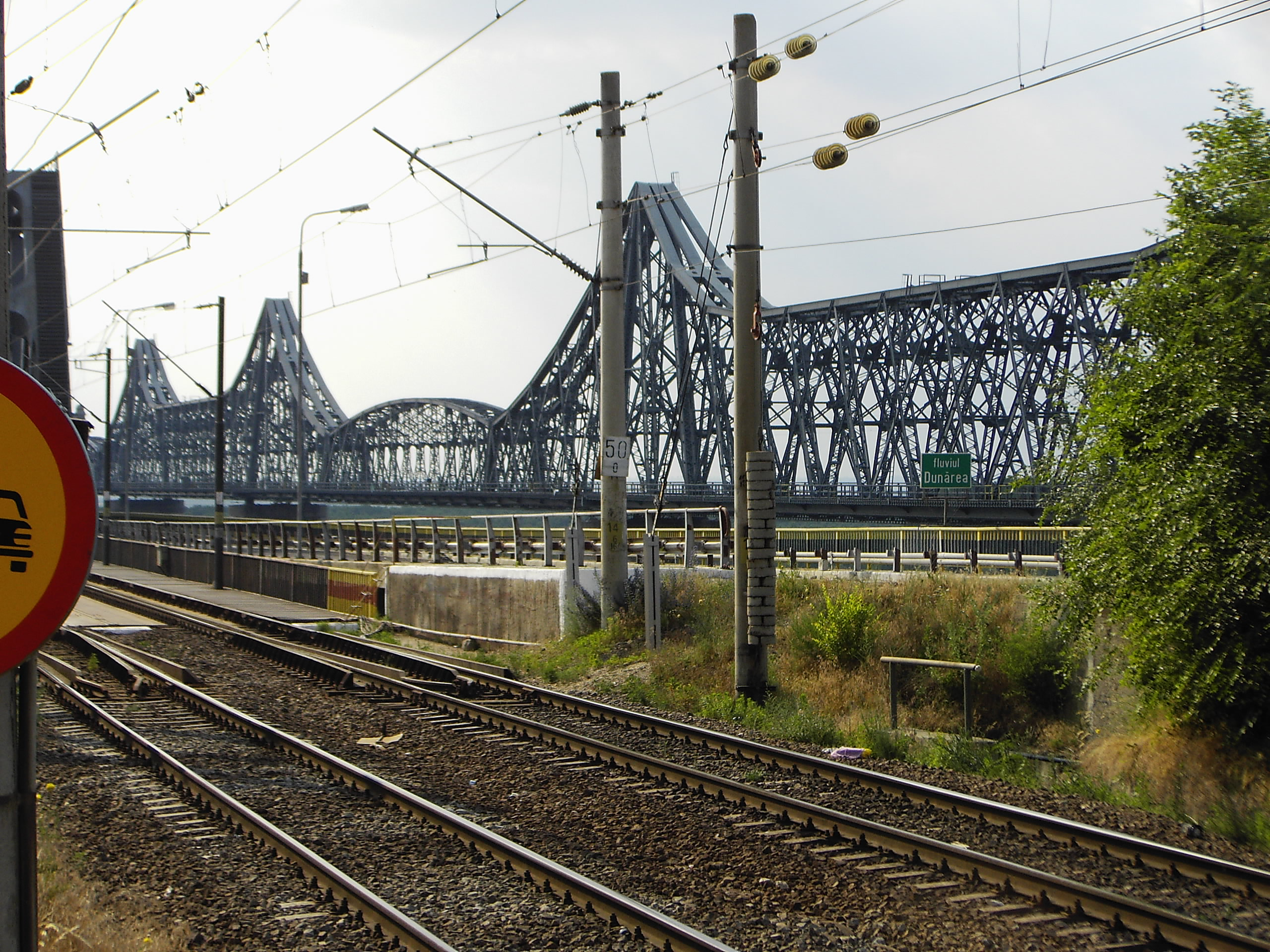
Pont Anghel Saligny el 2006